# Per Christian Jersild
Per Christian Jersild, (født 14. marts 1935 i Katrineholm i Södermanlands län) er en svensk forfatter og læge.
Jersild är æresdoktor ved Uppsala universitets fakultet og ved Kungliga Tekniska Högskolan og samt medlem i Kungliga Vetenskapsakademien bestyrelsesgruppe.